# Do Won Chang
Do "Won" Chang (Hangul: 장도원) nascido em 20 de março de 1954, é um empresário coreano-americano, conhecido por ter fundado uma das maiores varejistas de roupas, a Forever 21.

## Início da vida
Chang cresceu na Coreia do Sul e se mudou para a Califórnia , em 1981, com sua esposa, Jin Sook Chang.

## Carreira
Ele e sua esposa, Jin Sook (Hangul: 진숙), abriram uma loja de roupas, então, chamada de Fashion 21, em 1984, em Highland Park, em Los Angeles. Como a loja se expandiu para outras cidades, o nome foi alterado para Forever 21. Em 2010, o número de lojas alcançou 457 estabelecimentos. 
Em 2012, a revista Forbes estimou que Chang e sua esposa tinham uma fortuna de 4 bilhões de dólares.

## Vida pessoal
Won Chang e Jin Sook Chang tem dois filhos e vivem em Beverly Hills, Califórnia. Os proprietários e fundadores da Forever 21 são Cristãos, e por isso que "João 3:16" está na parte inferior de cada sacola.